# مايك ارتشر
مايك ارتشر (بالإنجليزية: Mike Archer)‏ هو إحاثي أسترالي وأمريكي، ولد في 25 مارس 1945 في سيدني في أستراليا.